# Liste der Kulturgüter in Gingins
Die Liste der Kulturgüter in Gingins enthält alle Objekte in der Gemeinde Gingins im Kanton Waadt, die gemäss der Haager Konvention zum Schutz von Kulturgut bei bewaffneten Konflikten, dem Bundesgesetz vom 20. Juni 2014 über den Schutz der Kulturgüter bei bewaffneten Konflikten sowie der Verordnung vom 29. Oktober 2014 über den Schutz der Kulturgüter bei bewaffneten Konflikten unter Schutz stehen.
Objekte der Kategorie A sind im Gemeindegebiet nicht ausgewiesen, Objekte der Kategorie B sind vollständig in der Liste enthalten, Objekte der Kategorie C fehlen zurzeit (Stand: 13. Oktober 2021).

## Kulturgüter
| Foto |                                                                            | Objekt | Kat. | Typ | Standort                             | Beschreibung |
| ---- | -------------------------------------------------------------------------- | --- | ---- | --- | ------------------------------------ | ------------ |
| ja   | Datei hochladen · Wikidata zu Mühle Chiblins (Q29890850)                   | Mühle Chiblins / Moulin de Chiblins KGS-Nr.: 6084                                                                                       | B    | G   | Route de Chiblins 61 504030 / 139945 |              |
| ja   | Datei hochladen · Wikidata zu Reformierte Kirche Saint-Laurent (Q29890849) | Reformierte Kirche Saint-Laurent / Église réformée Saint-Laurent KGS-Nr.: 6085                                                          | B    | G   | Rue de l’Église 503209 / 140577      |              |
| BW   | Datei hochladen · Wikidata zu (Q29890844)                                  | Alphütte La Barillette / Chalet d’alpage de La Barillette KGS-Nr.: 10324                                                                | B    | G   | La Barillette 7 499116 / 142961      |              |
| ja   | Datei hochladen · Wikidata zu Schloss (Q29890845)                          | Schloss mit Springbrunnen / Château avec fontaine KGS-Nr.: 14633                                                                        | B    | G   | Rue de l’Église 10 503221 / 140548   |              |
| ja   | Datei hochladen · Wikidata zu Pfarrhaus (Q29890847)                        | Pfarrhaus / Cure KGS-Nr.: 14634 | B    | G   | Rue de l’Église 9 503195 / 140596    |              |
| ja   | Datei hochladen · Wikidata zu Westschweizer Landmaschinenmuseum (Q3330780) | Westschweizer Landmaschinenmuseum in der Mühle Chiblins / Musée romand de la machine agricole dans le Moulin de Chiblins KGS-Nr.: 14773 | B    | S   | Route de Chiblins 61 504039 / 139943 |              |